# Jennifer Garner
Jennifer Anne Garner (Houston, Texas; 17 de abril de 1972) es una actriz y productora estadounidense de cine y televisión, conocida principalmente por su papel como la agente de la CIA Sydney Bristow en la serie de televisión Alias, emitida por la cadena estadounidense ABC, y por la que ganó un Globo de Oro a la mejor interpretación femenina.

## Biografía

### Primeros años
Jennifer Garner nació en Houston, Texas. Es la segunda de tres hermanas, siendo su hermana mayor Melissa Lynn Garner Wiley (nacida el 4 de febrero de 1968, residente en Boston, Massachusetts), y su hermana menor Susannah Kay Garner Carpenter (nacida el 24 de enero de 1975 en Texas, y residente en Charleston, Virginia Occidental). Su familia es metodista. A los tres años de edad  comenzó a recibir clases de ballet, actividad que continuaría durante su juventud. A pesar de reconocer que ama la danza, nunca tuvo la ambición de convertirse en bailarina clásica.
A la edad de cuatro años, Garner y su familia se mudaron a Princeton, Virginia Occidental, y posteriormente a Charleston, Virginia Occidental, por razones del trabajo de su padre en la Unión Carbide, donde residió hasta iniciar sus estudios universitarios.

### Educación
En 1990 se graduó en el George Washington High School en Charleston (Virginia Occidental), donde estudió saxofón. También estudió ballet durante nueve años, antes de entrar en la Universidad de Denison (Granville, Ohio) para estudiar ingeniería química, pero disfrutaba más actuando que con la ciencia, por lo que cambió sus estudios universitarios a Artes Escénicas. Durante su estancia en Denison fue admitida en la hermandad Pi Beta Phi. En 1994 Garner se gradúa, para continuar sus estudios en el National Theater Institute de Waterford, Connecticut, donde recibió adiestramiento por parte del coreógrafo de artes marciales David Chandler, quien le dijo que el combate escénico era algo natural en ella. Ansiosa por ganar experiencia, Garner visita a su amigo Clayton Kirlew en Nueva York en 1995, y decide quedarse para intentar conseguir algún papel en el teatro.

## Carrera

### 1995-2001: comienzos
En Nueva York, Garner ganaba 300 dólares a la semana como suplente en la obra de teatro A Month in the Country para la compañía de teatro Roundabout, en 1995. Fue entonces cuando consiguió su primer papel en la película para televisión Zoya, basada en la novela de Danielle Steel. En 1996 aparece en un episodio de Spin City, en el papel de la novia de instituto de James, y en un episodio del drama de la NBC Ley y Orden, donde interpreta el papel de una joven estudiante que comenzaba a salir con el detective Rey Curtis.
Posteriormente, Garner se mudó a Los Ángeles (California), donde tuvo que trabajar como camarera en un restaurante antes de ser elegida para el papel de Hannah Bibb en la serie de la productora Warner Felicity. En el rodaje, conoció a su futuro marido, Scott Foley, al interpretar a su novia en la ficción. Sus siguientes trabajos fueron en dos series de televisión de poca relevancia, Significant Others y Time of Your Life. Luego interpretó un pequeño papel en la serie The Pretender, y en el año 2000 Garner aparece en la comedia Dude, Where's My Car?, interpretando a la novia de Ashton Kutcher. En 2001, interpreta a una enfermera en la película épica de alto presupuesto Pearl Harbor, compartiendo reparto con Kate Beckinsale y su futuro esposo Ben Affleck.

### 2001-2005: éxito televisivo y transición cinematográfica

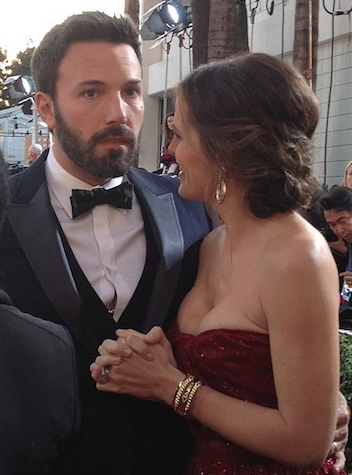
Garner y Ben Affleck, en los premios Globo de Oro de 2013.

Más tarde ese año, el productor de la serie Felicity, J. J. Abrams, le propuso protagonizar un nuevo proyecto que estaba desarrollando para la cadena ABC. Garner aceptó y, tras una audición, consiguió el papel de Sydney Bristow en el drama de espionaje Alias. La serie se convirtió en un éxito de audiencia y crítica, y le sirvió para conseguir el premio a mejor actriz de serie dramática en los Premios Globo de Oro en enero de 2002. Alias había comenzado a emitirse unos pocos meses antes, y Garner ganó el premio con sólo la mitad de la temporada emitida. La serie se mantuvo 5 temporadas en antena hasta su fin el 22 de mayo de 2006. Durante ese tiempo, el sueldo de Jennifer ascendió desde los 45.000 a los 150.000 dólares por episodio, al final de la serie, y fue nominada cuatro veces consecutivas a los Premios Globo de Oro y a los Premios Emmy. En 2005 Garner ganó un premio del Sindicato de Actores por su interpretación en la serie. En marzo de 2005 dirige el episodio de la cuarta temporada de Alias titulado “In Dreams”, que se emitió en mayo. Durante la temporada final de la serie, Garner figura en los créditos también como productora.
Tras el éxito de Alias, Garner vuelve al mundo del cine con un pequeño papel en la película Atrápame si puedes de Steven Spielberg, y actúa en el papel de Elektra Natchios junto a Ben Affleck en la película de acción Daredevil, adaptación del cómic del mismo nombre. Una de las películas también ya antes vistas es la de Quisiera tener 30 donde fue protagonista. Después, la actriz mostró su lado más cómico en la comedia romántica El Sueño de mi Vida, que fue un éxito de taquilla y la convirtió en una de las actrices mejor pagadas y más importantes en Hollywood, además de propiciar su repetición en el papel de Elektra en la película derivada de Daredevil, titulada también Elektra, en 2005. Jennifer Garner es conocida por interpretar sus propias escenas de riesgo en la pantalla, como se descubrió durante la gira promocional de Elektra, de la que tuvo que retirarse al sufrir daños en la espalda durante el rodaje de la cuarta temporada de Alias.
Durante la ceremonia de entrega de los Premios Óscar en 2006, Garner tropezó con su vestido, diseñado por Michael Kors, durante la presentación del premio a la mejor edición de sonido, provocando uno de los momentos más divertidos de la gala. No llegó a caerse, pero sí a perder el equilibrio, lo que provocó el susto de los asistentes hasta que ella misma declaró antes de entregar el premio entre risas; «¡Hago mis propias escenas de acción!».

### 2006-presente

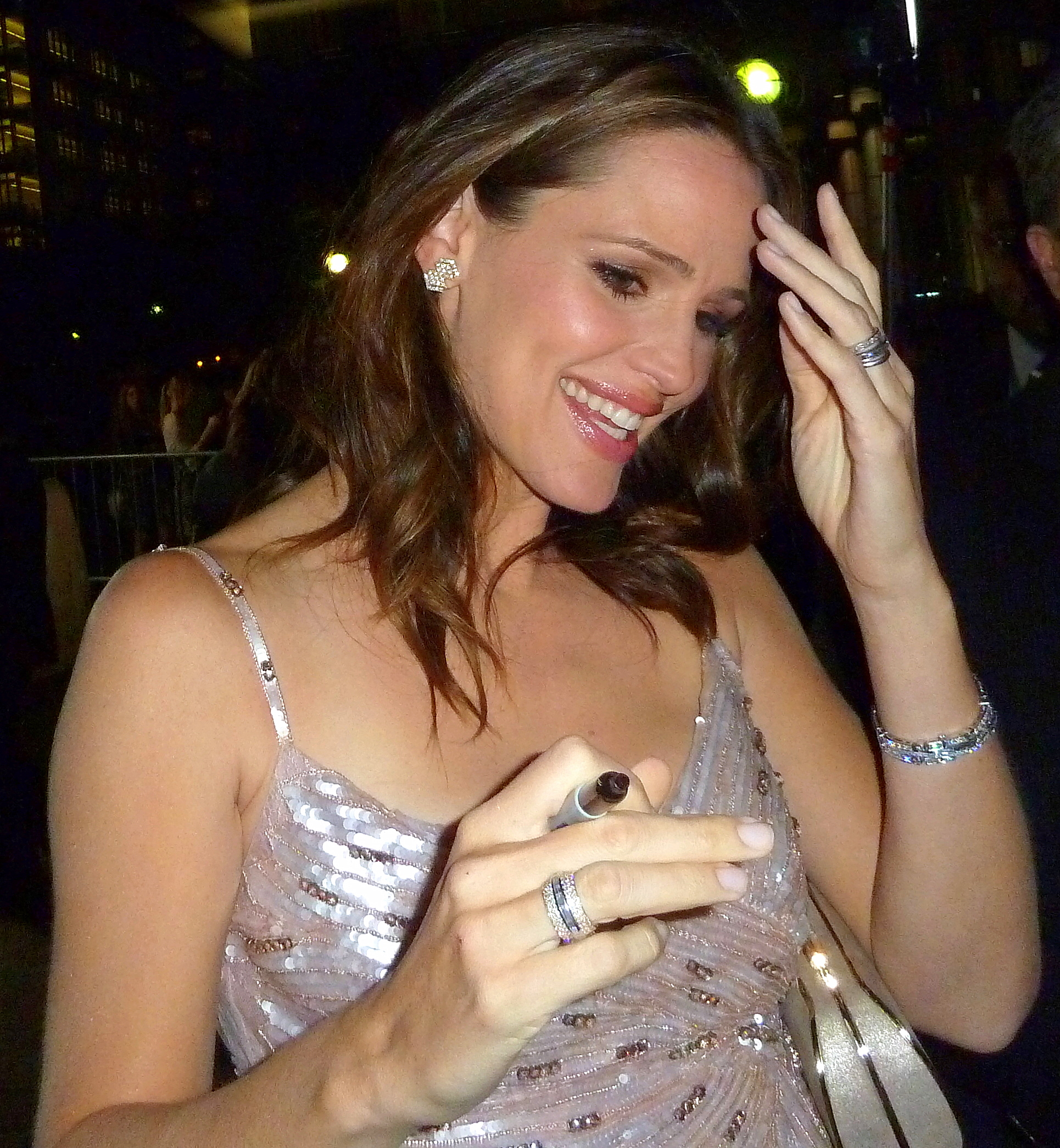
Jennifer Garner en el Festival Internacional de Cine de Toronto 2011

Catch and Release, una comedia romántica, se estrena el 26 de enero de 2007. Garner ha creado una compañía productora llamada Vandalia Films, que producirá su primera película en 2007. La actriz produce también las siguientes películas de la compañía, Sabbatical y Be with You. Toma parte por primera vez en un reparto coral en The Kingdom, junto con Jamie Foxx, Jason Bateman y Ashraf Barhom. Los analistas de resultados de taquilla comentaron que dicha elección por parte de Garner fue un movimiento inteligente, ya que los demás proyectos con ella como protagonista principal eran apuestas arriesgadas. Garner iba también a protagonizar la película Open Hearts de Zach Braff, pero finalmente se descolgó del proyecto con la intención de pasar más tiempo con su familia.
Garner actuó en la comedia dramática Juno, del director Jason Reitman, estrenada en 2008. Tras la premier de la película en el Festival de Cine de Toronto, la revista Entertainment Weekly declaró el papel de Garner como mejor actuación secundaria femenina del festival, diciendo “la estrella de Alias y The Kingdom no patea traseros en esta agradable comedia. En lugar de ello, como joven esposa desesperada por adoptar, es divertida, un poco dura, e increíblemente tierna”. Juno tuvo una gran acogida y acaba ganando el Óscar al mejor guion original.

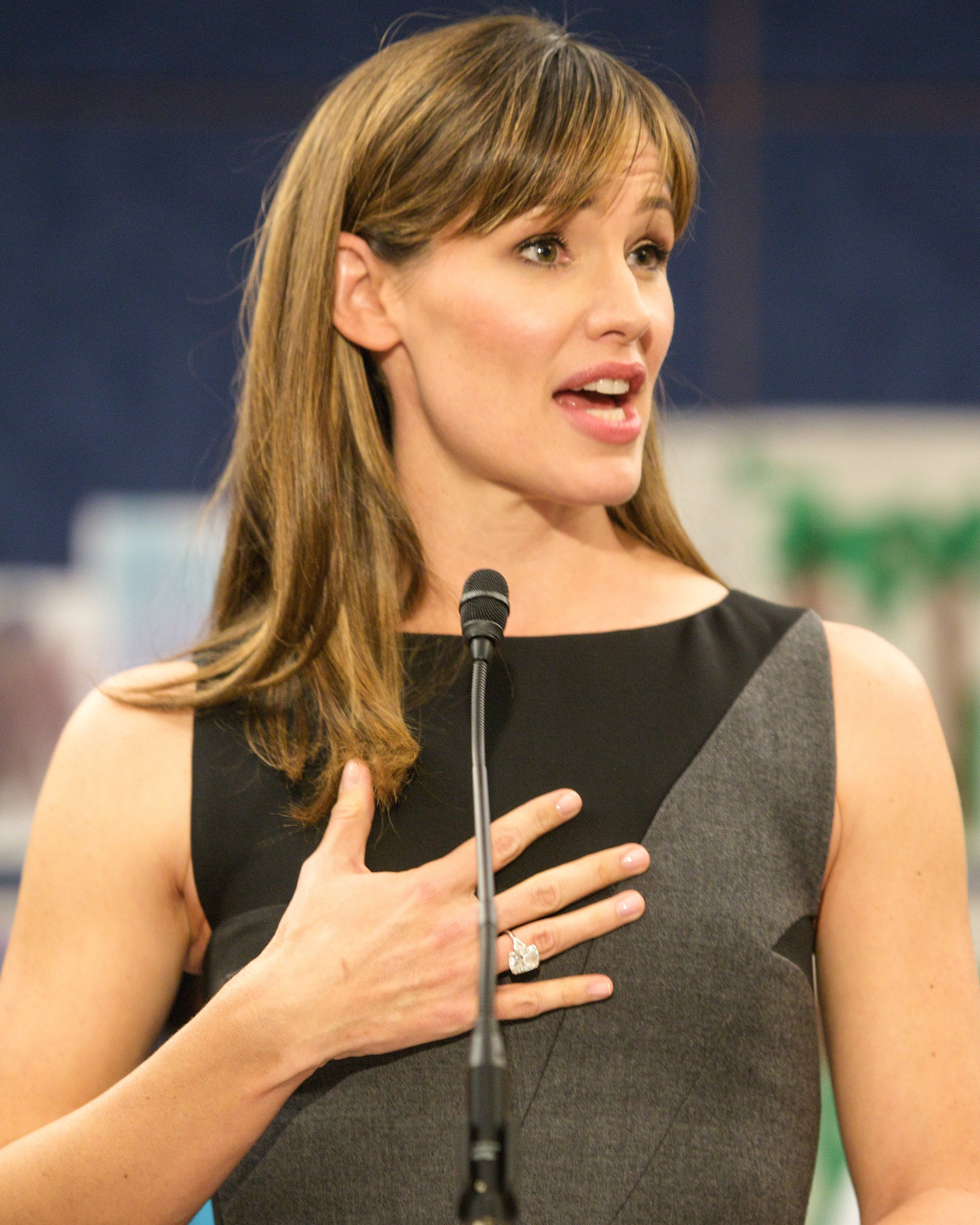
Jennifer Garner en 2013

En 2008, Garner vuelve a aparecer como presentadora de los Óscars. Sin embargo, para Garner, esta parte de la ceremonia quedó de alguna forma eclipsada en el debate en la prensa del día siguiente, acerca de la inesperada interrupción de su entrevista en la alfombra roja por Gary Busey, quien posteriormente se disculpa públicamente por el incidente, arguyendo que simplemente pretendía felicitar a Laura Linney, quien estaba siendo entrevistada al lado de Garner, y no se dio cuenta de que estaban siendo en ese momento entrevistadas. En 2009, Garner aparece en las películas The Ghosts of Girlfriends Past y The Invention of Lying.
Garner actúa en el papel de Roxanne en la obra Cyrano de Bergerac, en el Teatro Richard Rodgers de Broadway, desde el 1 de noviembre de 2007, junto con Kevin Kline en el papel de Cyrano. Este es su debut en Broadway. La obra estaba originalmente planeada para estar en cartel hasta el 23 de diciembre de 2007, pero se prorrogó hasta el 6 de enero de 2008 como consecuencia de la huelga de tramoyistas de Broadway a finales de 2007. Gracias a este papel, Garner ganó el Premio a la Actriz Favorita del Público, en los Novenos Premios Anuales de Broadway.com.

## Ingresos y estado
Garner entró en 2005 en la lista de la revista norteamericana Forbes "Las 100 Celebridades Más Poderosas", en el número 70. De junio de 2004 a junio de 2005 sus ganancias se estimaron en $ 14 millones, lo que le supuso figurar en el quinto lugar del ranking de actrices mejor pagadas, y octava, tras Cameron Díaz, en el ranking de mujeres más poderosas. 
Obtuvo unos 3 millones de dólares por su primer papel principal en 13 Going On 30. La actriz logró entonces dar un empujón a sus ingresos, llegando hasta los $ 5 millones por Elektra y una suma similar para Catch and Release. Negoció un salario oficial de $ 7 millones por The Kingdom. En lugar de exigir un salario de primera estrella para la pequeña película independiente Juno, acordó un porcentaje sobre la recaudación en taquilla. Este gesto de buena voluntad le supuso obtener más de $ 8,5 millones, cuando la película se convirtió en un éxito arrollador en la taquilla.

## Vida personal

### Relaciones

#### Scott Foley
El 19 de octubre de 2000 Garner contrajo matrimonio con el actor Scott Foley, al que conoció durante el rodaje de Felicity. Tras separarse de Foley en marzo de 2003, Garner solicita el divorcio en mayo de ese mismo año, alegando diferencias irreconciliables. Negando los rumores de infidelidad, Foley recalcó que la razón de su separación fue la creciente fama de Garner tras el éxito de Alias. Igualmente, Garner adujo que el estilo de vida hollywoodiense de la pareja les llevó a la ruptura de su matrimonio y que "realmente eran víctimas de Hollywood". El divorcio es oficial en mayo de 2004.

#### Michael Vartan
Garner es conocida por su discreción acerca de su vida privada. Esto se constata en su relación con Michael Vartan y con Ben Affleck. Durante el curso de la relación con su compañero de la serie Alias Michael Vartan, no hizo ninguna aparición pública con él, y no confirmó la relación hasta agosto de 2003. Jennifer Garner comienza a salir con Michael Vartan a mediados de 2003, y a pesar de que los rumores de ruptura empezaron en marzo de 2004, no fue hasta agosto de ese año cuando Garner confirmó dicha ruptura.

#### Ben Affleck
Después de su ruptura con Michael Vartan se la relaciona con el también actor estadounidense Ben Affleck con el que compartió cartelera en la película Daredevil.
La relación de Garner con su compañero de reparto y coprotagonista en Daredevil Ben Affleck, iniciada en julio de 2004, fue también muy discreta. Pasaron meses antes de que un paparazzi consiguiera obtener una foto de los dos como pareja. Las relaciones públicas de ambas estrellas negaron la relación, hasta su aparición pública en un partido de los Boston Red Sox. Cuando aparecieron rumores sobre el embarazo de Garner, también se produjeron reiteradas negativas sobre ello.
En el 33 cumpleaños de Garner, Affleck le propuso matrimonio con un anillo de diamantes de 4,5 quilates (900 mg), de Harry Winston, y la pareja se casó el 29 de junio de 2005, en una ceremonia sorpresa celebrada en el complejo turístico Parrot Cay, en las islas Turcas y Caicos. Finalmente, sus relaciones públicas confirmaron el matrimonio y el embarazo. Ofició la ceremonia su compañero de reparto en Alias Victor Garber.
Su embarazo fue incorporado al argumento de Alias, reduciéndose el número de episodios de la temporada de los 22 inicialmente previstos a 17, para que Garner pudiera acogerse a la baja por maternidad. El 1 de diciembre de 2005 Jennifer Garner dio a luz a su primera hija, Violet Anne Affleck. El 17 de julio de 2008 su compañero de reparto en Alias Victor Garber confirmó que Garner y Affleck estaban esperando su segundo hijo, y que Garner estaba embarazada de tres meses. El 6 de enero de 2009 la actriz dio a luz a su segunda hija, Seraphina Rose Elizabeth Affleck. El 22 de agosto de 2011, Garner y Affleck anunciaron que esperaban un tercer hijo. El 27 de febrero de 2012 nació su tercer hijo, Samuel Garner Affleck.
El 30 de junio de 2015 la pareja anuncia su separación después de 10 años de matrimonio. Sin embargo, siguen viviendo juntos para la conciliación familiar. Pero desistieron de seguir separados y retomaron su matrimonio. El 12 de abril de 2017 finalmente la pareja presentan los papeles de divorcio en el Tribunal Superior de los Ángeles (EE. UU.).

### Familia
Seraphina, la hija que tiene en común con Ben Affleck, anunció que ahora se considera personas de género fluido, además de cambiar su nombre a Fin Affleck.

## Premios
Jennifer Garner posee un Globo de Oro entre otros siete galardones y ha sido nominada en 38 ocasiones en diferentes certámenes y categorías, en su mayoría por la interpretación del personaje que más premios y nominaciones le ha otorgado hasta la fecha: Sydney Bristow de la serie Alias.
Además del Globo de Oro, dicha interpretación ha sido reconocida con la concesión de otros siete premios entre los que destacan el Saturn, el del Sindicato de Actores, el MTV Movie Award o el Teen Choice Award, además de muchas otras nominaciones a lo largo de la emisión de la serie: 4 al Globo de Oro, 4 al Saturn, 4 al Emmy y varias al MTV y Satellite entre otros.
Algunos de sus trabajos reconocidos por la crítica, ya sea a través de galardones, nominaciones o menciones, han sido su interpretación de Elektra en las películas Daredevil (2003) y la propia Elektra (2005); o su participación en Juno, el éxito de 2007 del cine de bajo presupuesto sino independiente.
En diciembre de 2005 Garner fue nombrada por La Gaceta de Charleston-El Correo Personaje del Año de Virginia Occidental "por su dedicación, ética de trabajo y rol único como modelo a seguir y embajadora de Virginia Occidental".

## Filmografía

### Cine
| Año  | Título                                                      | Personaje               |
| ---- | ----------------------------------------------------------- | ----------------------- |
| 1995 | Zoya                                                        | Sasha                   |
| 1996 | Dead Man's Walk                                             | Clara Forsythe          |
| 1997 | In Harm's Way                                               | Kelly                   |
| 1997 | Deconstructing Harry                                        | Mujer en el ascensor    |
| 1997 | Washington Square                                           | Marian Almond           |
| 1997 | Mr. Magoo                                                   | Stacey Sampanahodrita   |
| 1998 | 1999                                                        | Annabell                |
| 1999 | Aftershock: Earthquake in New York                          | Diane Agostini          |
| 2000 | Dude, Where's My Car?                                       | Wanda                   |
| 2001 | Pearl Harbor                                                | Enfermera Sandra        |
| 2001 | Rennie's Landing                                            | Kiley Bradshaw          |
| 2002 | Atrápame si puedes                                          | Cheryl Ann              |
| 2003 | Daredevil                                                   | Elektra Natchios        |
| 2004 | 13 Going On 30                                              | Jenna Rink              |
| 2005 | Elektra                                                     | Elektra Natchios        |
| 2006 | Catch and Release                                           | Gray Wheeler            |
| 2007 | The Kingdom                                                 | Janet Mayes             |
| 2007 | Juno                                                        | Vanessa Loring          |
| 2009 | The Ghosts of Girlfriends Past                              | Jenny Parotti           |
| 2009 | The Invention of Lying                                      | Anna                    |
| 2009 | Be with You                                                 | Alice                   |
| 2010 | Valentine's Day                                             | Julia Fitzpatrick       |
| 2011 | Arthur                                                      | Susan                   |
| 2011 | Butter                                                      | Laura Pickler           |
| 2012 | La extraña vida de Timothy Green                            | Cindy Green             |
| 2013 | Dallas Buyers Club                                          | Dra. Eve Saks           |
| 2014 | Draft Day                                                   | Ali                     |
| 2014 | Alexander and the Terrible, Horrible, No Good, Very Bad Day | Kelly                   |
| 2014 | Men, Women & Children                                       | Patricia Beltmeyer      |
| 2015 | Danny Collins                                               | Samantha Leigh Donnelly |
| 2016 | Miracles from Heaven                                        | Christy Beam            |
| 2016 | Nine Lives                                                  | Lara Brand              |
| 2016 | Wakefield                                                   | Diana Wakefield         |
| 2017 | A Happening of Monumental Proportions                       | Nadine                  |
| 2018 | Love, Simon                                                 | Emily Spier             |
| 2018 | Matar o morir                                               | Riley North             |
| 2019 | Wonder Park                                                 | Mamá                    |
| 2021 | Yes Day                                                     | Allison Torres          |
| 2022 | El proyecto Adam                                            | Ellie Reed              |
| 2023 | Familia revuelta                                            | Jess Walker             |
| 2024 | Deadpool & Wolverine                                        | Elektra Natchios        |

### Series de televisión
| Año       | Título                    | Papel                  | Notas                                    |
| --------- | ------------------------- | ---------------------- | ---------------------------------------- |
| 1998      | Significant Others        | Nell Nell              | Seis episodios                           |
| 1999–2002 | Time of Your Life         | Romy Sullivan          | diecinueve episodios                     |
| 2001–2006 | Alias                     | Sydney Bristow         | Papel principal; 105 episodios           |
| 2018      | Camping                   | Kathryn Siddell-Bauers | Papel principal; 8 episodios             |
| 2023      | The Last Thing He Told Me | Hannah Hall            | Papel principal; 7 episodios (miniserie) |
| 2023      | Party Down                | Evie Adler             | Papel principal; 6 episodios             |

### Apariciones en televisión
| Año       | Título         | Papel            | Notas                                                              |
| --------- | -------------- | ---------------- | ------------------------------------------------------------------ |
| 1996      | Swift Justice  | Allison          | un episodio - No Holds Barred                                      |
| 1996      | Law & Order    | Jaime            | un episodio - Aftershock                                           |
| 1996      | Spin City      | Becky            | un episodio - The Competition                                      |
| 1998      | Fantasy Island | Sally            | un episodio - Dreams                                               |
| 1998–2002 | Felicity       | Hannah Bibb      | tres episodios: "The Power of the Ex", "The Fugue", "Thanksgiving" |
| 1999      | The Pretender  | Billie H. Vaughn | 1 episodio                                                         |
| 2013      | Martha Speks   | Jennifer Garner  | 1 episodio                                                         |
| 2022      | Upload         | Jennifer Garner  | episodio:"Download"                                                |

### Videojuego
| Año  | Título | Papel          | Notas                  |
| ---- | ------ | -------------- | ---------------------- |
| 2004 | Alias  | Sydney Bristow | aka Alias: Underground |

### Productora
| Año       | Título      | Papel        | Notas          |
| --------- | ----------- | ------------ | -------------- |
| 2009      | Sabbatical  | Productora   | Pre-Producción |
| 2009      | Be With You | Coproductora | Anunciada      |
| 2005–2006 | Alias       | Productora   | 17 Episodios   |